# Белмонт (Вірджинія)
Белмонт (англ. Belmont) — переписна місцевість (CDP) в США, в окрузі Лаудун штату Вірджинія. Населення — 10 268 осіб (2020).

## Географія
Белмонт розташований за координатами 39°3′58″ пн. ш. 77°29′54″ зх. д. / 39.06611° пн. ш. 77.49833° зх. д. (39.066189, -77.498411).  За даними Бюро перепису населення США в 2010 році переписна місцевість мала площу 5,36 км², з яких 5,29 км² — суходіл та 0,07 км² — водойми.

## Демографія
Згідно з переписом 2010 року, у переписній місцевості мешкало 5966 осіб у 1824 домогосподарствах у складі 1615 родин. Густота населення становила 1113 особи/км².  Було 1870 помешкань (349/км²).
Расовий склад населення:
| - 68,9 % — білих - 20,1 % — азіатів - 6,1 % — чорних або афроамериканців - 0,3 % — корінних американців - 1,0 % — осіб інших рас |

До двох чи більше рас належало 3,6 %. Частка іспаномовних становила 5,0 % від усіх жителів.
За віковим діапазоном населення розподілялося таким чином: 35,9 % — особи молодші 18 років, 57,5 % — особи у віці 18—64 років, 6,6 % — особи у віці 65 років та старші. Медіана віку мешканця становила 37,0 року. На 100 осіб жіночої статі у переписній місцевості припадало 99,0 чоловіків;  на 100 жінок у віці від 18 років та старших — 94,8 чоловіків також старших 18 років.
Середній дохід на одне домашнє господарство  становив 227 677 доларів США (медіана — 192 396), а середній дохід на одну сім'ю — 228 933 долари (медіана — 194 917). Медіана доходів становила 127 679 доларів для чоловіків та 91 806 доларів для жінок. За межею бідності перебувало 2,4 % осіб, у тому числі 1,7 % дітей у віці до 18 років та 3,4 % осіб у віці 65 років та старших.
Цивільне працевлаштоване населення становило 3102 особи. Основні галузі зайнятості: науковці, спеціалісти, менеджери — 30,8 %, освіта, охорона здоров'я та соціальна допомога — 14,8 %, фінанси, страхування та нерухомість — 11,4 %, публічна адміністрація — 8,9 %.